# A985 road
Die A985 road ist eine A-Straße in Schottland. Sie verläuft entlang des Nordufers des Firth of Forth und verbindet mit der Kincardine Bridge und der Forth Road Bridge die beiden Querungen der Wasserstraße.

## Verlauf
Im Westen beginnt die Straße als Abzweigung an einem Kreisverkehr der entlang der A876, welche die Verlängerung der Autobahn M876 bildet. Nach rund 100 m erreicht sie die denkmalgeschützte Kincardine Bridge, auf welcher sie den Forth quert und damit Falkirk verlässt und die Council Area Fife erreicht. Die Straße tangiert den Südrand von Kincardine und verläuft fortan in östlicher Richtung. Jenseits der Stadt geht die nach Kinross führende A977 ab. Vor Valleyfield kreuzt die B9037, die direkt entlang dem Nordufer des Firth of Forth verläuft und an einem Kreisverkehr bei Cairneyhill wieder in die A985 einmündet. An diesem Kreisverkehr endet auch die nach Osten bis Dunfermline führende A994. Die A985 knickt nach Südosten ab und erreicht schließlich Rosyth, wo die B980 kreuzt. Sie endet an einem Kreisverkehr zwischen Rosyth und Inverkeithing. Von diesem führt eine Auffahrt auf die M90. Im Osten geht mit der bis Kirkcaldy führenden A921 die Verlängerung der A985 ab.

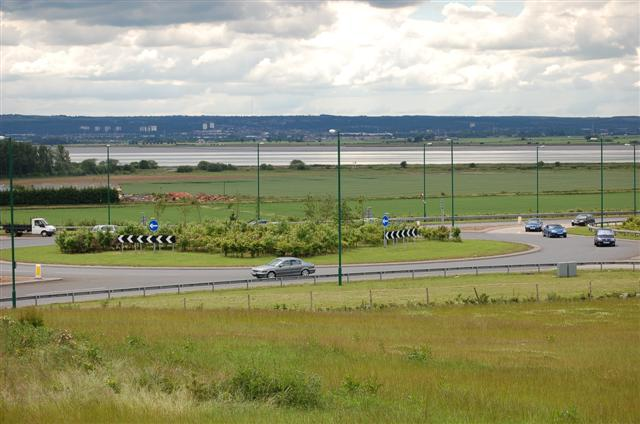
Westende der A985; der weiße Transporter verlässt die Straße
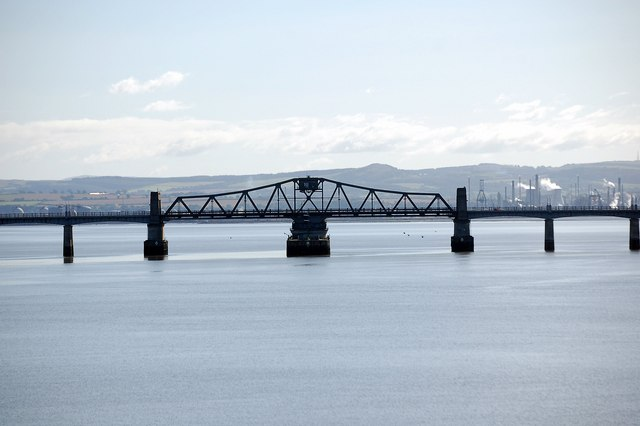
Die Kincardine Bridge über den Forth
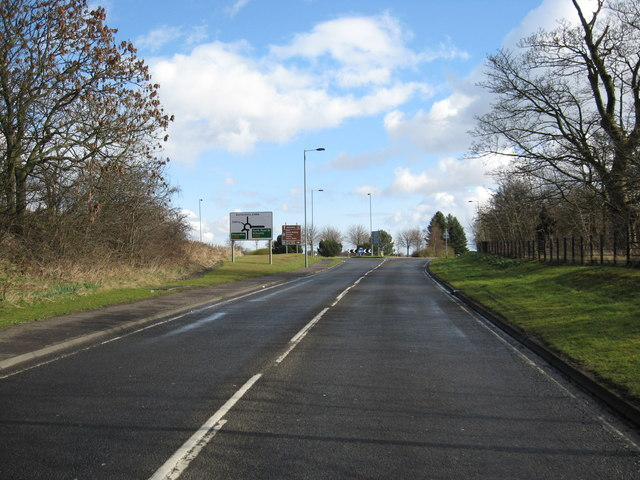
Kreisverkehr am Ostende der A985